# Língua mixe central
O mixe central é uma língua mixe do México. De acordo com Wichmann (1995), existem dois grupos de dialetos:
- Norte: Jaltepec, Puxmetecán, Atitlán, Matamoros, Cotzocón
- Sul: Juquila, Cacalotepec.

Ethnologue também lista Mixistlán, mas Wichmann lista essa variante como mixe de Tlahuitoltepec.
Uma nova variante de mixe central foi recentemente documentada na aldeia de San Juan Bosco Chuxnabá, no município de San Miguel Quetzaltepec, Oaxaca, por Carmen Jany e outros linguistas.

## Fonologia
|           | Bilabial | Dental/Alveolar | Palatal | Velar | Glotal |
| --------- | -------- | --------------- | ------- | ----- | ------ |
| Nasal     | m        | n̪               |         |       |        |
| Plosiva   | p        | t̪               | (tʃ)    | k     | ʔ      |
| Fricativa |          |                 | ʃ       |       | h      |
| Aficada   |          | ts              |         |       |        |
| Semivogal | w        |                 | j       |       |        |

|         | Anterior | Central | Posterior |
| ------- | -------- | ------- | --------- |
| Fechada | i        | ɨ       | u         |
| Medial  | e        |         | o         |
| Aberta  |          | a       |           |

As três vogais /a, o, u/ resultam em uma palatalização suprassegmental, e variam em três qualidades vocálicas: æ, ø, ʊ.

## Escrita
A língua usa o alfabeto latino.
- As vogais longas são representadas dobradas.
- As vogais longas são escritas dobradas (ex.aa), e as cinco vogais podem ser usadas com trema
- As letras b, d, f, g, l, r "são usadas apenas em empréstimos do espanhol.
- Usam-se as formas ch, ts, k.